# 오창석
오창석(吳昶錫, 1982년 6월 2일 ~ )은 대한민국의 배우이다.

## 학력
- 현대고등학교 (졸업)
- 세종대학교 (산업디자인학 / 학사)

## 드라마
- 2008년 KBS2 월화 미니시리즈 《그들이 사는 세상》 ... 성소유 역
- 2008년 MBC 수목 드라마 《돌아온 일지매》
- 2010년 ~ 2011년 SBS 월화 미니시리즈 《아테나: 전쟁의 여신》 ... 이동훈 역
- 2011년 ~ 2012년 OCN 9부작 금요 미니시리즈 《특수사건 전담반 TEN》 ... 성이한 역 (4회 카메오출연)
- 2012년 KBS2 TV소설 《사랑아 사랑아》 ... 박노경 역
- 2013년 MBC 저녁 일일연속극 《오로라 공주》 ... 황마마 역
- 2014년 MBC 주말 특별기획 드라마 《왔다! 장보리》 ... 이재희 역
- 2015년 SBS 주말 특별기획 드라마 《내마음 반짝반짝》 ... 차도훈 역
- 2015년 ENA 목, 금 미니시리즈 《유일랍미》 ... 오근백 역
- 2016년 tvN 금토 미니시리즈 《안투라지》 (특별출연)
- 2017년 SBS 월화 미니시리즈 《피고인》 ... 강준혁 역 (일본어 더빙: 이시카리 유우키)
- 2018년 iHQ 드라마 수목 미니시리즈 《리치맨》 ... 민태주 역
- 2019년 KBS2 저녁 일일연속극 《태양의 계절》 ... 김유월(장유월)/오태양 역
- 2022년 MBC 저녁 일일연속극 《마녀의 게임》 ... 강지호 역 (본작의 남주인공이자 메인 빌런)
- 2024년 KBS2 저녁 일일연속극 《피도 눈물도 없이》 ... 백성윤 역 (16회부터 출연)
- 2025년 MBC 금토드라마 《모텔 캘리포니아》 ... 연수 친아빠 역 (8회, 9회)
- 2025년 MBC 저녁 일일연속극 《태양을 삼킨 여자》 ... 김선재 역 (본작의 서브 남주인공이자 메인 빌런)

### 영화
- 2007년 영화 《화려한 휴가》 ... 시민군 25인 역
- 2010년 영화 《조금만 더 가까이》 ... 영수 역
- 2011년 영화 《아테나: 더 무비》 ... 이동훈 역[1] (국가대테러정보국 (NTS))
- 2015년 영화 《미션: 톱스타를 훔쳐라》 ... 윤빈 역
- 2019년 영화 《더하우스》 ... 조준의 역

### 뮤직비디오
- 2009년 조관우 - 가슴은 알죠
- 2010년 정인 - 미워요

### 예능
- 2014년 MBC 《황금어장 라디오스타》
- 2014년 JTBC 《마녀사냥》
- 2014년 MBC 《세바퀴》
- 2015년 MBC 에브리원 《결혼 터는 남자들》 MC
- 2016년 MBC 《나 혼자 산다》
- 2016년 MBC 《미스터리 음악쇼 복면가왕》 - 까칠한 어린왕자
- 2016년 SBS 《정글의 법칙 in 동티모르》
- 2017년 MBC 《발칙한 동거 - 빈방 있음》
- 2019년 TV조선 《우리가 잊고 지냈던, 연애의 맛》
- 2019년 KBS2 《옥탑방의 문제아들》
- 2019년 MBC 《황금어장 라디오스타》

## 뮤지컬
- 2020년 《여명의 눈동자》 - 최대치 역 (2020.1.23 ~ 2020.2.27 서울 세종문화회관 대극장)

## 음반
- 2013년 《오로라 공주》OST Part 3 - 살고싶어 : 오창석, 서하준

## 광고
- 진라면
- 하우젠버블
- 공익광고 보건복지부 - 금연 캠페인
- 카스 (Cass)
- 라네즈
- 니콘
- 아큐브
- 수프리모

## 수상 및 후보
| 연도 | 시상식                              | 부문                           | 작품             | 결과 |
| ---- | ----------------------------------- | ------------------------------ | ---------------- | ---- |
| 2012 | 제20회 대한민국 문화연예대상        | 드라마부문 남자 신인연기상     | 사랑아 사랑아    | 수상 |
| 2013 | MBC 연기대상                        | 남자 신인연기상                | 오로라 공주      | 수상 |
| 2014 | 대한민국 의정대상 대한민국 인물대상 | 올해의 배우상                  | 빈칸             | 수상 |
| 2014 | MBC 연기대상                        | 연속극부문 남자 우수연기상     | 왔다 장보리      | 후보 |
| 2016 | 제10회 케이블TV 방송대상            | 베스트 커플상 (with 이태임)    | 유일랍미         | 수상 |
| 2019 | KBS 연기대상                        | 일일드라마부문 남자 우수연기상 | 태양의 계절      | 후보 |
| 2021 | 제7회 아시아태평양 스타 어워즈      | 연속극부문 남자 최우수연기상   | 태양의 계절      | 후보 |
| 2023 | 신스틸러 페스티벌 in 문경           | 본상                           | 마녀의 게임      | 수상 |
| 2023 | MBC 연기대상                        | 일일극부문 남자 최우수연기상   | 마녀의 게임      | 후보 |
| 2024 | KBS 연기대상                        | 일일드라마부문 남자 우수연기상 | 피도 눈물도 없이 | 수상 |
| 2024 | KBS 연기대상                        | 남자 인기상                    | 피도 눈물도 없이 | 후보 |